# 17914 Joannelee
17914 Joannelee è un asteroide della fascia principale. Scoperto nel 1999, presenta un'orbita caratterizzata da un semiasse maggiore pari a 2,4079873 UA e da un'eccentricità di 0,1406033, inclinata di 3,64693° rispetto all'eclittica.